# Gud förlåter, men inte jag
Gud förlåter, men inte jag är en italiensk film från 1967 i regi av Giuseppe Colizzi med Terence Hill och Bud Spencer i huvudroll. Svensk biotitel 1968 var "Rid aldrig ensam".

## Rollista
| Terence Hill       | – Cat Stevens      |
| Bud Spencer        | – Hutch Bessy      |
| Frank Wolff        | – Bill San Antonio |
| Gina Rovere        | – Rose             |
| José Manuel Martín | – Bud              |